# Niederheiden
Niederheiden ist ein Ortsteil der Gemeinde Much im Rhein-Sieg-Kreis. 

## Lage
Niederheiden liegt auf den Hängen des Bergischen Landes. Nachbarorte sind Rieserhof und Fischermühle im Norden und Hevinghausen im Südosten. 

## Einwohner
1830 hatte der Weiler 46 Einwohner.
1901 wohnten hier 40 Personen. Verzeichnet waren die Haushalte Ackerin Witwe Joh. Wilhelm Klein und Ackerer Josef Klein, dann die Ackerer-Familien Kreuzer: Joh., Witwe Wilhelm Josef, Witwe Joh., Josef, Wilhelm I und Wilhelm II sowie die Familien Ackerer Wilhelm Merten und Ackerer Joh. Röger.